# エコー (人工衛星)
エコー（英：Echo）は、アメリカ航空宇宙局によって打ち上げられた世界初の受動型通信衛星である。これは、表面を金属でコーティングした気球型の人工衛星であり、マイクロ波の信号を反射するようにできている。地上の送信局から発せられた電波がエコー衛星に当たって反射し、受信局に到達することにより通信を行う。

## エコー1号

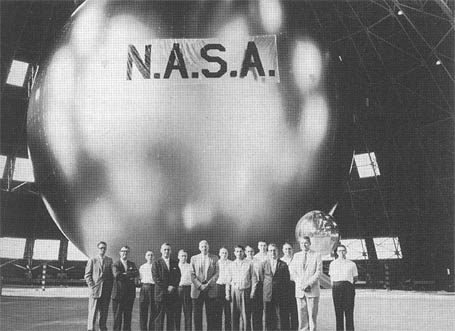
ノースカロライナ州Weeksvilleの海軍の格納庫で完全に膨らまされたエコー1号

1960年5月13日のエコー1号を搭載したソー・デルタの打ち上げの失敗の後、エコー1A号（通常、エコー1号は1A号を指す）が1960年8月12日に打ち上げられ、1519 x 1687 kmの低軌道（LEO）への投入に成功した。この衛星は直径が100フィート（約30m）の気球で、0.5ミル（約0.01mm）の厚さの金属コーティングされたマイラーポリエステルフィルムでできており、打ち上げ時には折りたたまれている。エコー1号は、その金属薄膜の表面で電波を反射することによって信号を中継する受動的な通信衛星である。これは、中継機を用い、受信した信号を地表に送信する、現在の能動的な通信衛星とは異なる。このエコー衛星を用いることにより、大陸内や大陸間の国際電話、ラジオ音声、テレビジョン信号の伝送に成功した。
以上のような実用的成果以外にも、この衛星の面積/質量の比の値が極めて大きいことは、その軌道変化から衛星軌道の希薄大気の密度や、太陽光の放射圧の算出といった、宇宙科学の成果もあった。可視光領域にも高い反射能を持ち、それ自身の大きさと、さらに1500kmという低軌道としては比較的高い軌道は可視パスが多い（衛星を肉眼で観察するには、観察地点には太陽光が当たっておらず、かつ、衛星には太陽光が当たっている、という両方の条件を満たす必要があり、高度の低い衛星はその距離のために明るく見えるがこの条件を満たしにくい）という特性があり、人工天体の中で最も多くの人が目にしたとも考えられている。1968年5月24日、エコー1A号は大気圏に再突入して燃え尽きた。この衛星はプロジェクト関係者により、衛星（satellite）と風船（balloon）の合成語のサテルーン（satelloon）というニックネームがつけられていた。

## エコー2号

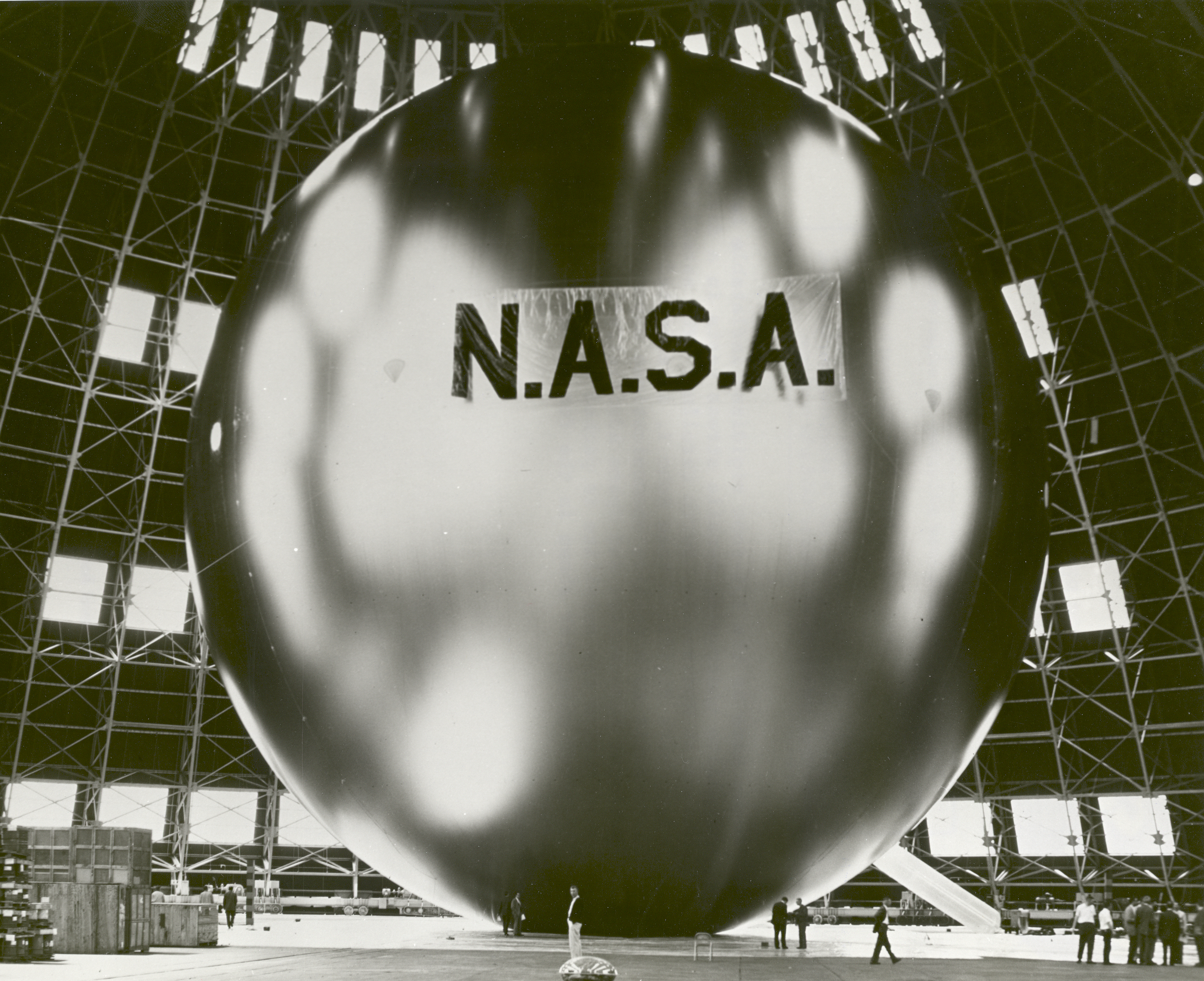
Weekesville（ノースカロライナ）の気球格納庫で引張応力試験を受けるエコー2号

エコー2号は、直径135フィート（約41m）の金属薄膜で被覆されたPETフィルムの気球で、球の形状と、表面の滑らかさを保つためのインフレーションシステムを備えており、ソー・アジェナロケットで1964年1月25日に打ち上げられた。この衛星は、受動通信の追加実験だけでなく、巨大宇宙船の力学特性や、地球形状に関する測地学の研究にも用いられた。これ以降アメリカ航空宇宙局は中継機を備えた能動型の通信衛星に軸足を移し、受動型通信衛星は打ち切りとなった。エコー2号は1969年6月7日に大気圏に再突入した。なお、測地学を目的とした後の似たような衛星に、日本の「あじさい」（1986〜）がある。

## 軍事利用
エコー衛星計画は、ソ連の首都のモスクワの正確な位置を知るための基準天体としても提供された。この精度の向上は米軍がICBMの目標を定めるのに必要としていたものであった。

## 文献資料
- Nick D'Alto "The Inflatable Satellite", Invention and Technology Summer 2007, Volume 23, Number 1 pp. 38-43.